# Campeonato mundial A de hockey patines masculino de 1988
El XXVIII Campeonato mundial de hockey sobre patines masculino se celebró en La Coruña, España, entre el 7 de octubre y el 15 de octubre de 1988. Esta edición del torneo se caracterizó por ser la última de una serie de 16 ediciones en que el torneo se disputó cada 2 años (1958-1988). Posteriormente el torneo se disputaría ininterrumpidamente también cada 2 años pero a partir de 1989.
En el torneo participaron las selecciones de 10 países incluidos en un único grupo.
El vencedor del torneo, disputado por el método de liguilla fue la selección de Italia. La segunda plaza fue para la selección de España y la medalla de Bronce para la selección de Portugal.

## Equipos participantes
De las 10 selecciones nacionales participantes del torneo, 5 son de Europa, 3 de América y 2 de África.
|                     |
| Alemania Occidental |
| Angola              |
| Argentina           |
| Brasil              |
| España              |
| Italia              |
| Mozambique          |
| Países Bajos        |
| Portugal            |
| Estados Unidos      |

## Torneo
| Equipo              | Pts | PJ | PG | PE | PP | GF | GC | DG  |
| ------------------- | --- | -- | -- | -- | -- | -- | -- | --- |
| Italia              | 17  | 9  | 8  | 1  | 0  | 39 | 9  | +30 |
| España              | 16  | 9  | 8  | 0  | 1  | 49 | 7  | +42 |
| Portugal            | 15  | 9  | 7  | 1  | 1  | 49 | 11 | +38 |
| Argentina           | 12  | 9  | 6  | 0  | 3  | 39 | 18 | +21 |
| Estados Unidos      | 8   | 9  | 4  | 0  | 5  | 29 | 31 | -2  |
| Países Bajos        | 7   | 9  | 3  | 1  | 5  | 24 | 42 | -18 |
| Angola              | 5   | 9  | 2  | 1  | 6  | 17 | 43 | -26 |
| Alemania Occidental | 4   | 9  | 2  | 0  | 7  | 22 | 40 | -18 |
| Brasil              | 4   | 9  | 2  | 0  | 7  | 21 | 35 | -14 |
| Mozambique          | 2   | 9  | 1  | 0  | 8  | 10 | 63 | -53 |

- Resultados

| Fecha    | Partido             | Partido | Partido             | Resultado |
| -------- | ------------------- | ------- | ------------------- | --------- |
| 07.10.88 | Angola              | -       | Mozambique          | 2-3       |
| 07.10.88 | Brasil              | -       | Estados Unidos      | 4-1       |
| 07.10.88 | España              | -       | Alemania Occidental | 7-0       |
| 07.10.88 | Portugal            | -       | Argentina           | 2-0       |
| 07.10.88 | Italia              | -       | Países Bajos        | 6-0       |
| 08.10.88 | Mozambique          | -       | Brasil              | 2-5       |
| 08.10.88 | Alemania Occidental | -       | Portugal            | 1-4       |
| 08.10.88 | España              | -       | Países Bajos        | 8-1       |
| 08.10.88 | Estados Unidos      | -       | Italia              | 2-5       |
| 08.10.88 | Argentina           | -       | Angola              | 7-2       |
| 09.10.88 | Italia              | -       | Mozambique          | 7-1       |
| 09.10.88 | Países Bajos        | -       | Alemania Occidental | 5-2       |
| 09.10.88 | España              | -       | Estados Unidos      | 4-2       |
| 09.10.88 | Argentina           | -       | Brasil              | 6-2       |
| 09.10.88 | Portugal            | -       | Angola              | 5-0       |
| 10.10.88 | Angola              | -       | Brasil              | 4-1       |
| 10.10.88 | Estados Unidos      | -       | Alemania Occidental | 7-4       |
| 10.10.88 | España              | -       | Mozambique          | 8-0       |
| 10.10.88 | Argentina           | -       | Italia              | 0-1       |
| 10.10.88 | Países Bajos        | -       | Portugal            | 1-8       |
| 11.10.88 | Alemania Occidental | -       | Mozambique          | 7-0       |
| 11.10.88 | Italia              | -       | Angola              | 5-1       |
| 11.10.88 | España              | -       | Argentina           | 3-0       |
| 11.10.88 | Portugal            | -       | Brasil              | 8-3       |
| 11.10.88 | Países Bajos        | -       | Estados Unidos      | 2-3       |
| 12.10.88 | Mozambique          | -       | Países Bajos        | 3-6       |
| 12.10.88 | Argentina           | -       | Alemania Occidental | 5-4       |
| 12.10.88 | España              | -       | Angola              | 12-0      |
| 12.10.88 | Estados Unidos      | -       | Portugal            | 3-4       |
| 12.10.88 | Brasil              | -       | Italia              | 2-5       |
| 13.10.88 | Alemania Occidental | -       | Angola              | 1-4       |
| 13.10.88 | Países Bajos        | -       | Argentina           | 3-7       |
| 13.10.88 | España              | -       | Brasil              | 4-1       |
| 13.10.88 | Portugal            | -       | Italia              | 1-1       |
| 13.10.88 | Estados Unidos      | -       | Mozambique          | 4-1       |
| 14.10.88 | Angola              | -       | Países Bajos        | 3-3       |
| 14.10.88 | Brasil              | -       | Alemania Occidental | 1-2       |
| 14.10.88 | Argentina           | -       | Estados Unidos      | 6-1       |
| 14.10.88 | España              | -       | Italia              | 1-2       |
| 14.10.88 | Portugal            | -       | Mozambique          | 16-0      |
| 15.10.88 | Estados Unidos      | -       | Angola              | 6-1       |
| 15.10.88 | Países Bajos        | -       | Brasil              | 3-2       |
| 15.10.88 | Argentina           | -       | Mozambique          | 8-0       |
| 15.10.88 | Alemania Occidental | -       | Italia              | 1-7       |
| 15.10.88 | España              | -       | Portugal            | 2-1       |

## Clasificación final
| 1. Italia              |
| 2. España              |
| 3. Portugal            |
| 4. Argentina           |
| 5. Estados Unidos      |
| 6. Países Bajos        |
| 7. Angola              |
| 8. Alemania Occidental |
| 9. Brasil              |
| 10. Mozambique         |

## Premios individuales

### Máximos goleadores
| Jugador      | Selección      | Goles |
| ------------ | -------------- | ----- |
| Victor Hugo  | Portugal       | 14    |
| Dickie Chado | Estados Unidos | 14    |